# Liste des playmates anniversaires

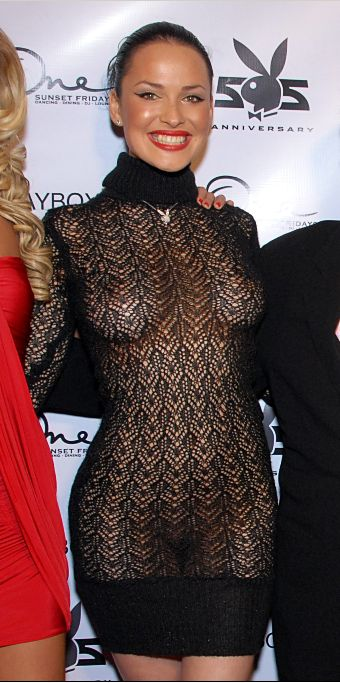
Dasha Astafieva, playmate du

Ce titre est décerné tous les 5 ans, au mois de janvier ; la jeune femme choisie touche un cachet spécifique, plus important qu'à l'ordinaire. 
Liste des playmates choisies pour illustrer un anniversaire du magazine Playboy (Anniversary Playmates) :
- 5e anniversaire (décembre 1958) : Joyce Nizzari
- 10e anniversaire (décembre 1963) : Donna Michelle
- 15e anniversaire (janvier 1969) : Leslie Bianchini
- 20e anniversaire (janvier 1974) : Nancy Cameron
- 25e anniversaire (janvier 1979) : Candy Loving
- 30e anniversaire (janvier 1984) : Penny Baker
- 35e anniversaire (janvier 1989) : Fawna MacLaren
- 40e anniversaire (janvier 1994) : Anna-Marie Goddard
- 45e anniversaire (janvier 1999) : Jaime Bergman
- 50e anniversaire (janvier 2004) : Colleen Shannon
- 55e anniversaire (janvier 2009) : Dasha Astafieva
- 60e anniversaire (janvier 2014) : Roos van Montfort
- 65e anniversaire (janvier 2019) : Vendela Lindblom